# 罗什居德
罗什居德（法語：Rochegude，法語發音：[ʁɔʃɡyd]）是法国德龙省的一个市镇，位于该省南部，属于尼永斯区。

## 地理
罗什居德（44°14'56"N, 4°49'43"E）面积18.3 平方千米，位于法国奥弗涅-罗讷-阿尔卑斯大区德龙省，该省份为法国东南部内陆省份，北起顺时针与伊泽尔省、上阿尔卑斯省、上普罗旺斯阿尔卑斯省、沃克吕兹省和阿尔代什省接壤。
与罗什居德接壤的市镇（或旧市镇、城区）包括：叙兹拉鲁斯、博莱讷、拉加尔德帕雷奥勒、蒙德拉贡、圣塞西尔莱维涅、于绍。

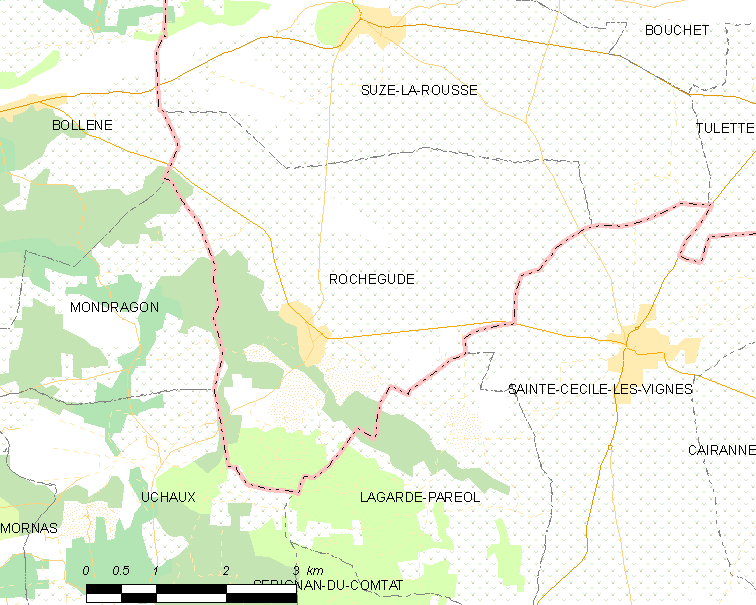
罗什居德的OSM定位图

罗什居德的时区为UTC+01:00、UTC+02:00（夏令时）。

## 行政
罗什居德的邮政编码为26790，INSEE市镇编码为26275。

## 政治
罗什居德所属的省级选区为特里卡斯坦县。

## 人口

1962-2008年间罗什居德人口变化图示

罗什居德于2022年1月1日时的人口数量为1677人。